# Žaltys
Con Žaltys (in lettone: Zal(k)tis; in prussiano Angzdris, letteralmente biscia) si indica nella mitologia lituana uno spirito benevolo per la famiglia, la salute, gli antenati e la fertilità.
Secondo i racconti dell'antichità, le case in cui vive uno žaltys sono felici, non colpite da fulmini, lontane da ogni malattia e con ottime possibilità che gli animali domestici crescano in condizioni migliori.
A seguito della cristianizzazione avvenuta nel 1387, non fu facile sradicare la concezione secondo cui la biscia andava percepita come un essere infausto, legato al Diavolo anziché ad aspetti positivi.

## Descrizione

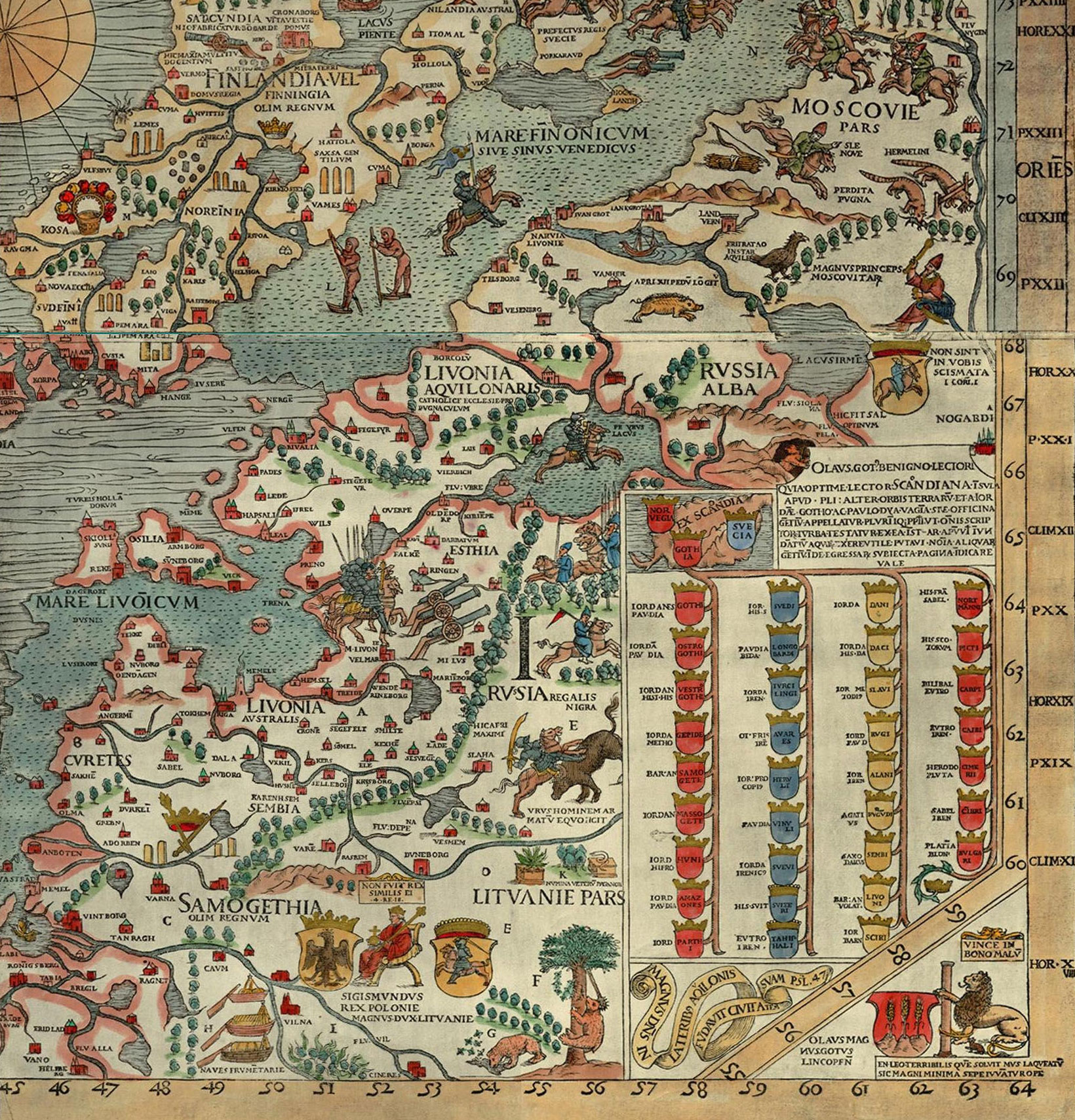
Žaltys e il Santo Fuoco sono raffigurati nella Carta marina di Olaus Magnus, sopra l'iscrizione LITVANIE PARS

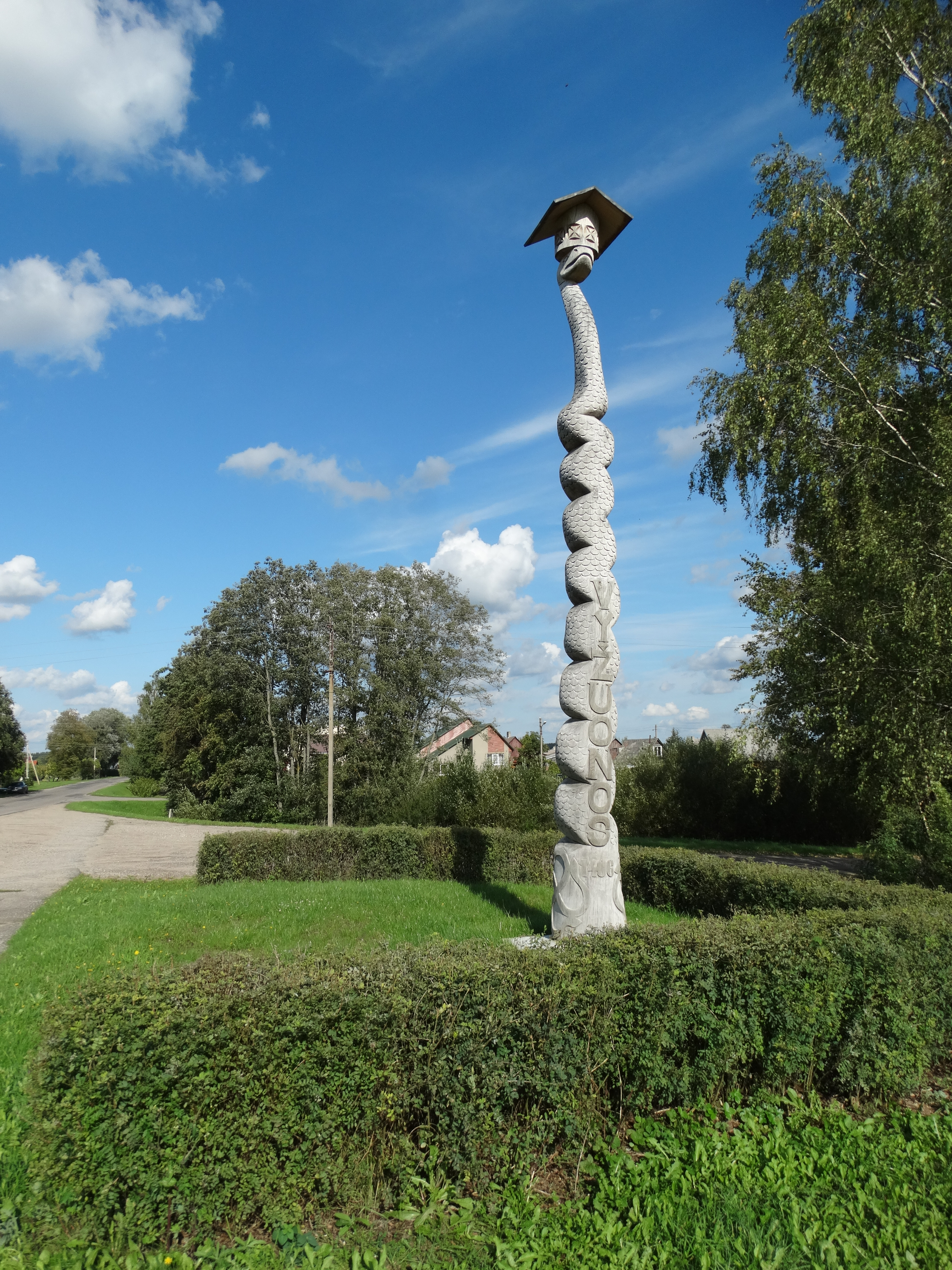
Monumento dedicato a Žaltys presso Vyžuonos

Ritenuto un animale sacro onnisciente affiliato alla dea del sole Saulė, le persone erano solite tenere una biscia come animale domestico vicino alla stufa o in un'altra stanza particolare della casa, credendo che avrebbe portato buon raccolto e ricchezza. Si diceva che uccidere uno žaltys causasse gravi disgrazie in famiglia: per approcciare le bisce trovate nei campi, la gente era solita dar loro del latte nel tentativo di addomesticarle e trasformarle in un animale domestico sacro.
I serpenti erano strettamente associati all'acqua: mentre strisciavano durante le precipitazioni, la gente credeva infatti che i serpenti fossero in qualche modo associati al ciclo della pioggia. La muta aveva inoltre impressionato i baltici sin dal tardo Paleolitico, percepita come un simbolo di costante rinnovamento e di eternità di questi rettili.
Il dio del mare e del grano Potrimpo veniva raffigurato con un corpo di serpente e un viso umano su cui era posta una corona. Un simbolo di vita, energia e immortalità che indicava il serpente era la lettera S.
A oggi la figura dello spirito è sopravvissuta in canti popolari, superstizioni e opere letterarie.